# Аларикус Делмард
Аларикус Делмард е дендролог.

## Биография
Роден е на 24 септември 1862 г. Пристига в България след възкачването на престола на княз Фердинанд.
Заедно с княза и Йохан Келерер обогатява градината на двореца Врана с редки растителни видове. Делмард е сред инициаторите за създаването на ботаническа градина.
Назначен е за директор на Царските ботанически градини през 1911 г.
Пише статията „Кинематографите в София“ за английското списание The Cinema през юли 1912 г.
Умира на 22 септември 1922 г. в София. Погребан е в парцел 15 в Централните софийски гробища.